# Quarante-sixième circonscription de la Seine
La Quarante-sixième circonscription de la Seine est l'une des neuf circonscriptions législatives que compte le département français de la Seine, situé en région Île-de-France.

## Description géographique
La Quarante-sixième circonscription de la Seine était composée de :
- canton de Vincennes[2]

## Description historique et politique

### Historique des députations[3]
| Législature | Début de mandat | Fin de mandat  | Député              | Parti politique | Observations                                                                             |
| ----------- | --------------- | -------------- | ------------------- | --------------- | ---------------------------------------------------------------------------------------- |
| Ire         | 9 décembre 1958 | 9 octobre 1962 | Antoine Quinson     | IPAS            | Mandat écourté à la suite d'une dissolution parlementaire décidée par Charles de Gaulle. |
| IIe         | 6 décembre 1962 | 2 avril 1967   | Robert-André Vivien | UNR-UDT         |                                                                                          |

## Historique des élections

### Élections de 1958[3]
| Candidat       | Candidat            | Parti          | Premier tour | Premier tour | Second tour | Second tour |  |
| Candidat       | Candidat            | Parti          | Voix         | %            | Voix        | %           |  |
| -------------- | ------------------- | -------------- | ------------ | ------------ | ----------- | ----------- |  |
|                | Antoine Quinson élu | CR             | 23 924       | 39,83        | 26 965      | 46,94       |  |
|                | Paul Febvre         | UNR            | 12 589       | 20,96        | 16 793      | 29,23       |  |
|                | Charles Garcia      | PCF            | 11 407       | 18,99        | 12 642      | 22,01       |  |
|                | René Appel          | SFIO           | 5 660        | 9,42         | Retrait     | Retrait     |  |
|                | Aimé Blanc          | Divers         | 3 122        | 5,2          | 1 045       | 1,82        |  |
|                | Jacques Hémon       | Modérés        | 2 401        | 4            |             |             |  |
|                | André Monteil       | UFF            | 966          | 1,61         |             |             |  |
|                |                     |                |              |              |             |             |  |
| Inscrits       | Inscrits            | Inscrits       | 75 493       | 100,00       | 75 487      | 100,00      |  |
| Abstentions    | Abstentions         | Abstentions    | 13 644       | 18,07        | 16 494      | 21,85       |  |
| Votants        | Votants             | Votants        | 61 849       | 81,93        | 58 993      | 78,15       |  |
| Blancs et nuls | Blancs et nuls      | Blancs et nuls | 1 780        | 2,88         | 1 548       | 2,62        |  |
| Exprimés       | Exprimés            | Exprimés       | 60 069       | 97,12        | 57 445      | 97,38       |  |

Le suppléant d'Antoine Quinson était Raymond Gaudubois.

### Élections de 1962[3]
| Candidat       | Candidat                | Parti          | Premier tour | Premier tour | Second tour | Second tour |  |
| Candidat       | Candidat                | Parti          | Voix         | %            | Voix        | %           |  |
| -------------- | ----------------------- | -------------- | ------------ | ------------ | ----------- | ----------- |  |
|                | Robert-André Vivien élu | UNR-UDT        | 20 483       | 40,29        | 25 691      | 48,16       |  |
|                | Antoine Quinson sortant | CNIP           | 12 317       | 24,23        | 13 988      | 26,22       |  |
|                | Charles Garcia          | PCF            | 11 908       | 23,42        | 13 662      | 25,61       |  |
|                | Roger Ménager           | MRP            | 3 342        | 6,57         | Retrait     | Retrait     |  |
|                | Jacques Hémon           | Radsoc         | 2 790        | 5,49         | Retrait     | Retrait     |  |
|                |                         |                |              |              |             |             |  |
| Inscrits       | Inscrits                | Inscrits       | 71 686       | 100,00       | 71 686      | 100,00      |  |
| Abstentions    | Abstentions             | Abstentions    | 19 490       | 27,19        | 16 588      | 23,14       |  |
| Votants        | Votants                 | Votants        | 52 196       | 72,81        | 55 098      | 76,86       |  |
| Blancs et nuls | Blancs et nuls          | Blancs et nuls | 1 356        | 2,6          | 1 757       | 3,19        |  |
| Exprimés       | Exprimés                | Exprimés       | 50 840       | 97,4         | 53 341      | 96,81       |  |

Le suppléant de Robert-André Vivien était Georges Thomas.